# Norbert Knopf (Politiker)
Norbert Knopf (* 28. Juli 1967 in Mannheim) ist ein deutscher Politiker (Bündnis 90/Die Grünen). Seit 2021 ist er Abgeordneter im Landtag Baden-Württemberg.

## Leben und Beruf
Knopf wuchs als ältestes von drei Geschwistern in Mannheim-Blumenau auf. Nach dem Abitur ging er für ein Jahr zur Bundeswehr. Anschließend studierte er Chemie an der Universität Heidelberg, er schloss mit dem Diplom ab. Aufgrund geringer Berufschancen begann er 1995 ein berufsakademisches Studium in Sozialpädagogik und Gesundheitswesen. Den theoretischen Teil absolvierte er in Villingen-Schwenningen, den praktischen Teil bei der AOK in Heidelberg. Dort war er auch nach Abschluss des Studiums tätig, zuletzt im Bereich Krankenhausabrechnung.
Knopf ist evangelisch, verheiratet und hat zwei Kinder. Er lebt in St. Leon-Rot.

## Politik
Schon zu Studienzeiten war Knopf politisch aktiv, so fungierte er an der Universität Heidelberg als Fachschafts- und Fakultätsrat. 2011 gründete er den Grünen Ortsverband St. Leon-Rot, an deren Aufbau er beteiligt war. Bei der Kommunalwahl 2014 erfolgte die erste Wahl in den Gemeinderat, in dem er das Amt des Fraktionssprechers bekleidet. Seit 2017 ist er Schatzmeister des Grünen Kreisverbandes Kurpfalz-Hardt.
Bei der Landtagswahl in Baden-Württemberg 2021 gewann er das Direktmandat im Wahlkreis Wiesloch und zog so in den Landtag ein. Bei der parteiinternen Nominierung zur Landtagswahl 2026 verfehlte Knopf eine erneute Kandidatur.